# Taisir al-Jassim
Taisir al-Jassim (arabisch تيسير جابر الجاسم, DMG Taisīr Ǧābir al-Ǧāsim; * 25. Juli 1984 in Riad) ist ein saudi-arabischer Fußballspieler.

## Karriere

### Verein
Er begann seine Karriere in der U23 des Hajer FC und wechselte zur Saison 2002/03 in die Jugend von al-Ahli, wo er ab der Saison 2003/04 in die erste Mannschaft vorrückte. In der Saison 2006/07 gelang ihm mit seiner Mannschaft der Gewinn des Saudi Crown Prince Cup. Danach wurde er im Mai 2007 bis zum Ende der Saison nach Katar zum al-Gharafa SC verliehen. Im Mai 2009 wurde er für zwei Monate nach Katar, zum Qatar SC verliehen.
Zurück bei al-Ahli gelang in der Saison 2010/11 und der Folgesaison der Gewinn des Pokals und in der Saison 2014/15 der Gewinn des Crown Prince Cup. In der Spielzeit 2015/16 gewann er das Double aus Meisterschaft und Pokal. In der darauffolgenden Saison gewann er den Supercup.
Von August 2018 bis Januar 2019 ging er per Leihe zu al-Wahda. Anfang September 2019 endete seine Zeit bei al-Ahli und er zog ablösefrei weiter nach Kuwait, um sich al-Nasr anzuschließen. Seit Sommer 2020 ist er vereinslos.

### Nationalmannschaft
Seinen ersten Einsatz im Trikot der saudi-arabischen Nationalmannschaft hatte er, über die volle Distanz, am 17. November 2004 bei einem 3:0-Sieg über Sri Lanka während der Qualifikation für die Weltmeisterschaft 2006. Danach folgten unregelmäßig Einsätze, welche durch längere Pausen unterbrochen wurden. Sein erstes Turnier war die Asienmeisterschaft 2007, wo er bis auf das erste Spiel zum Einsatz kam und man im Finale dem Irak mit 0:1 unterlag.
Erneut folgten sporadisch Einsätze, bis er bei der Asienmeisterschaft 2011, bei der man die Vorrunde überstand, mit Ausnahme der ersten Partie, durchgängig eingesetzt wurde. Anschließend wurde er wieder regelmäßiger eingesetzt und übernahm hin und wieder die Kapitänsbinde. Ab 2015 ebbten seine Einsatzminuten jedoch wieder ab, so erreichte er bei der Asienmeisterschaft 2015 zusammengerechnet nicht einmal eine Halbzeit auf dem Platz. Seine Einsatzzeiten stiegen anschließend nochmals an. Bei der Weltmeisterschaft 2018. kam er zwei Mal zum Einsatz und beendete danach seine Karriere in der Nationalmannschaft.